# Arras (Geringswalde)
Arras im Landkreis Mittelsachsen ist ein früher selbständiges Dorf, das am 1. Januar 1999 nach Geringswalde eingemeindet wurde.

## Geografie und Verkehr
Arras liegt an der Kreisstraße 8270, die Holzhausen (an der Staatsstraße 200) mit Milkau verbindet. Straßen örtlicher Bedeutung verbinden Arras mit Aitzendorf, Geringswalde (beide an der Bundesstraße 175) und Crossen. An der 1893 eröffneten und 1998 stillgelegten Bahnstrecke Waldheim–Rochlitz besaß Arras einen Haltepunkt. Arras liegt im Tarifgebiet des Verkehrsverbundes Mittelsachsen und hat montags bis freitags Busverbindungen nach Geringswalde, Erlau und Mittweida.

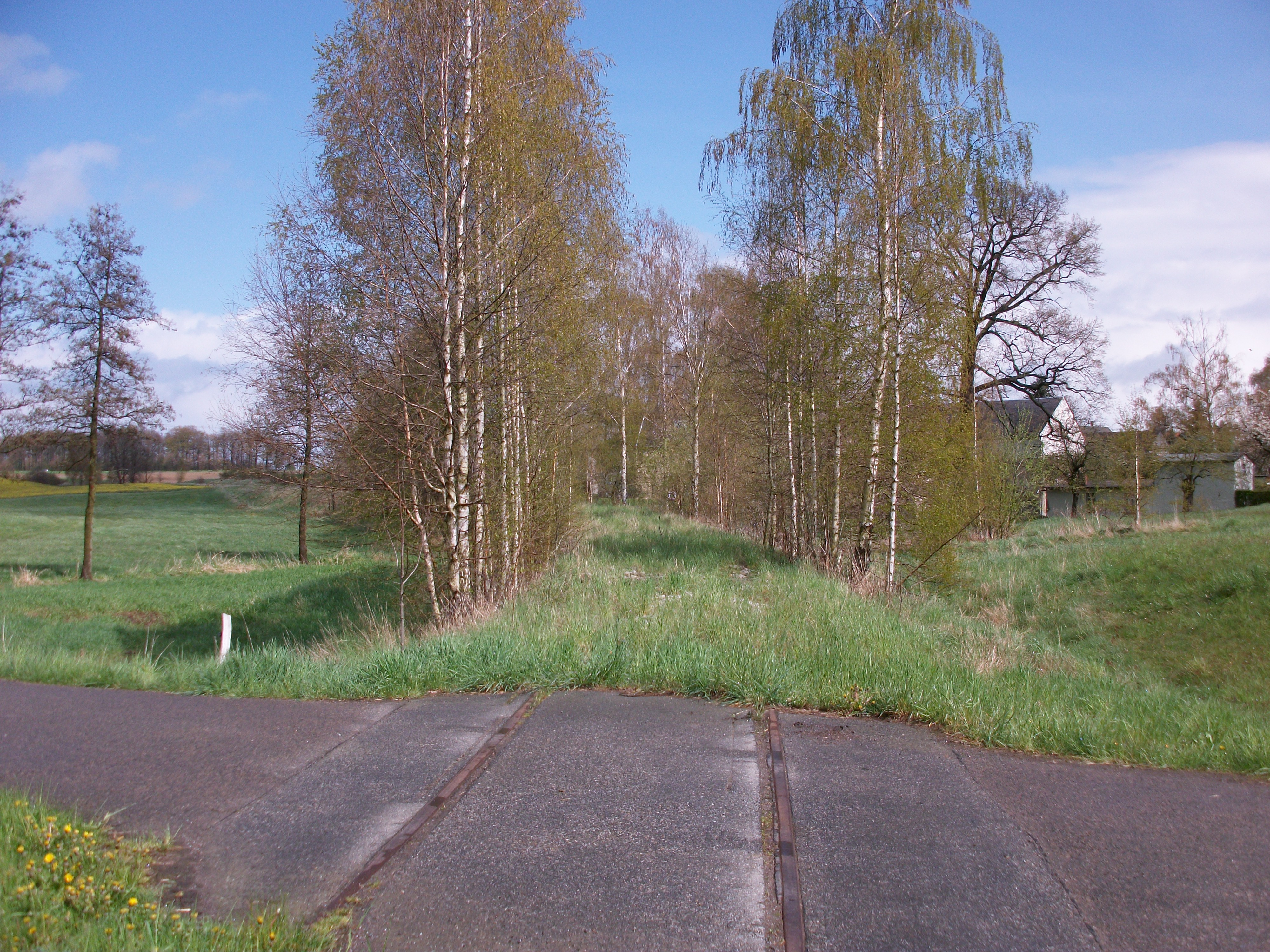
Ehem. Bahnstrecke in Arras (2016)
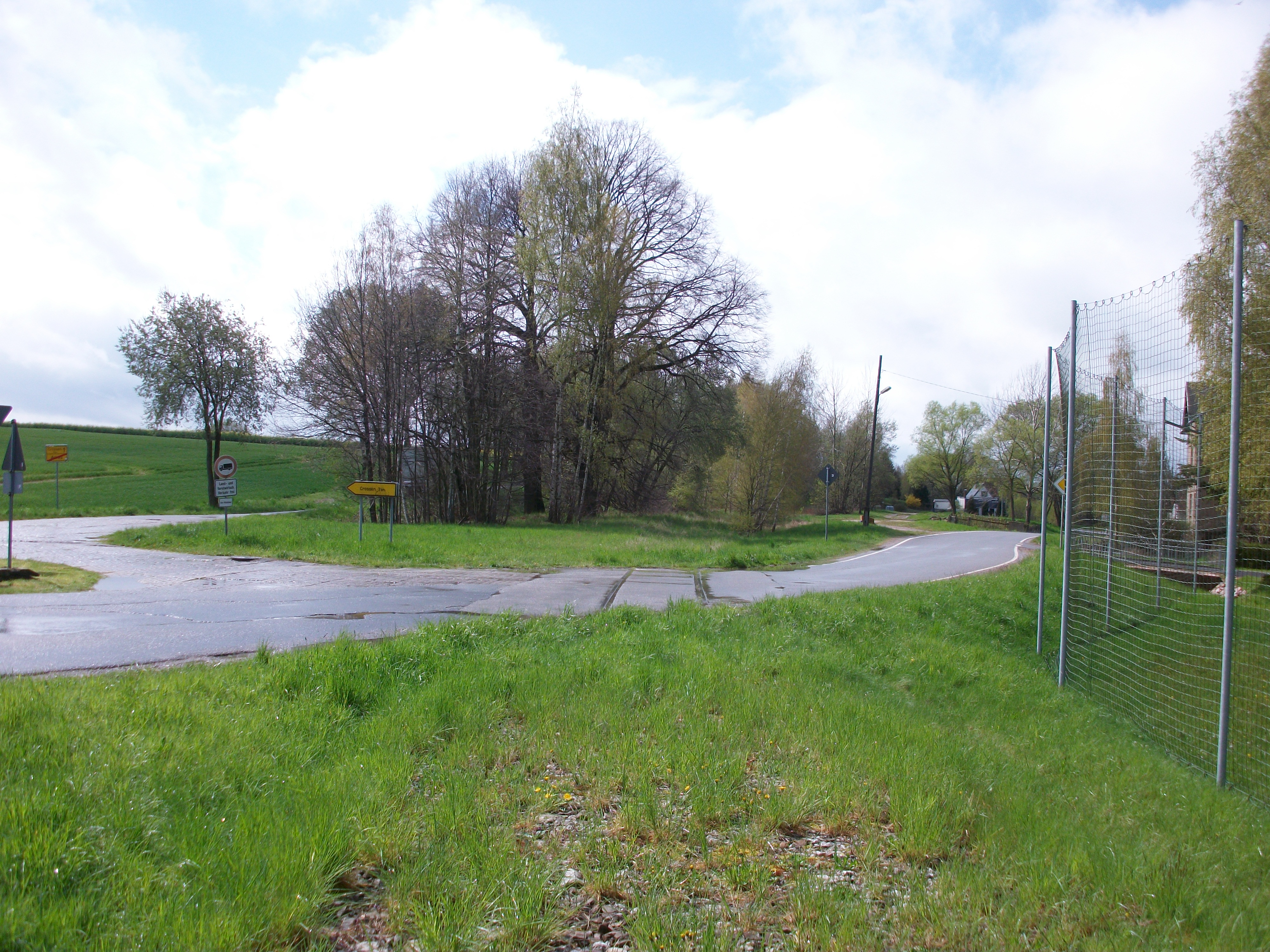
Einfahrt in den ehem. Haltepunkt Arras (2016)
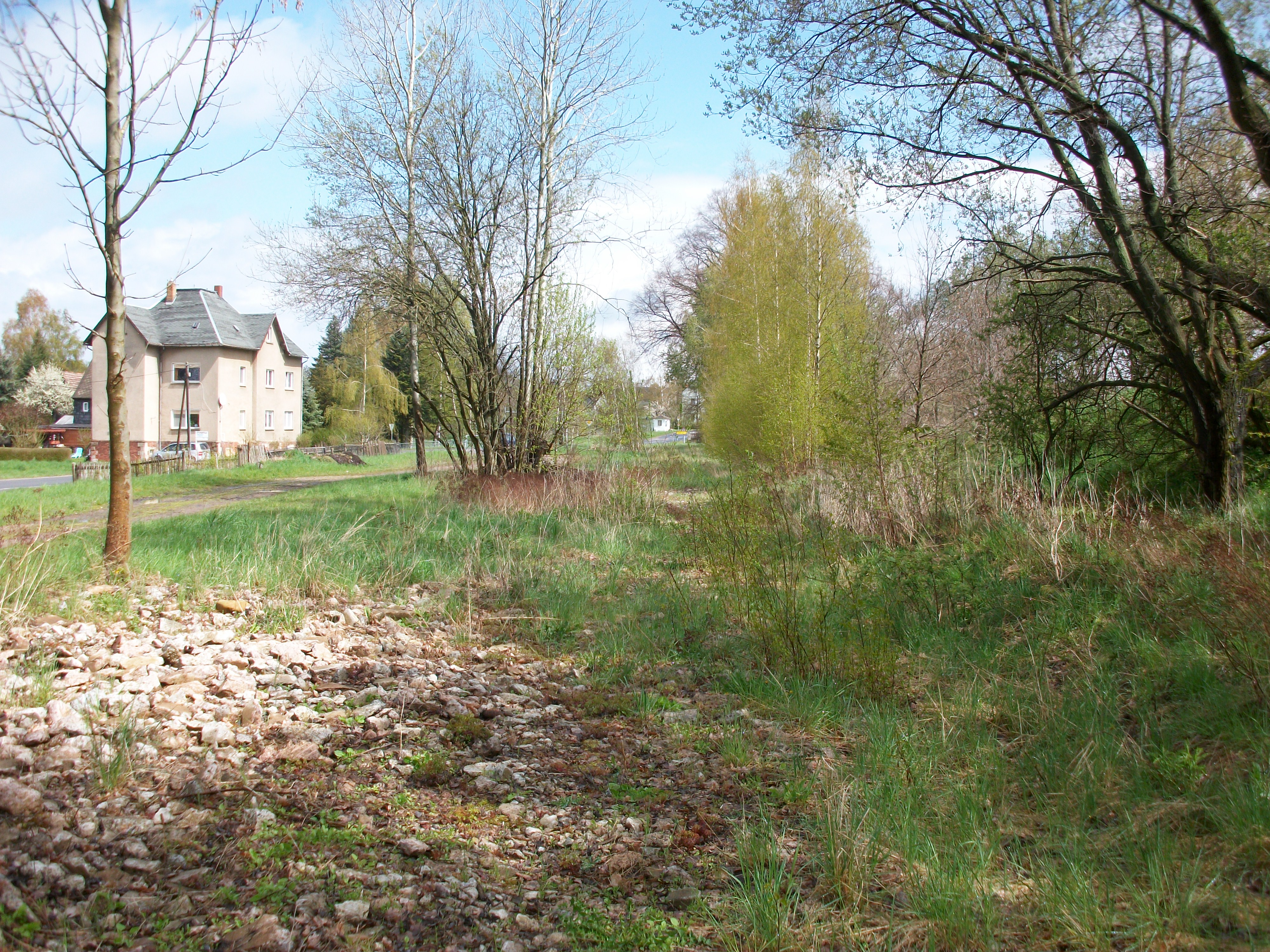
Ehem. Haltepunkt Arras (2016)
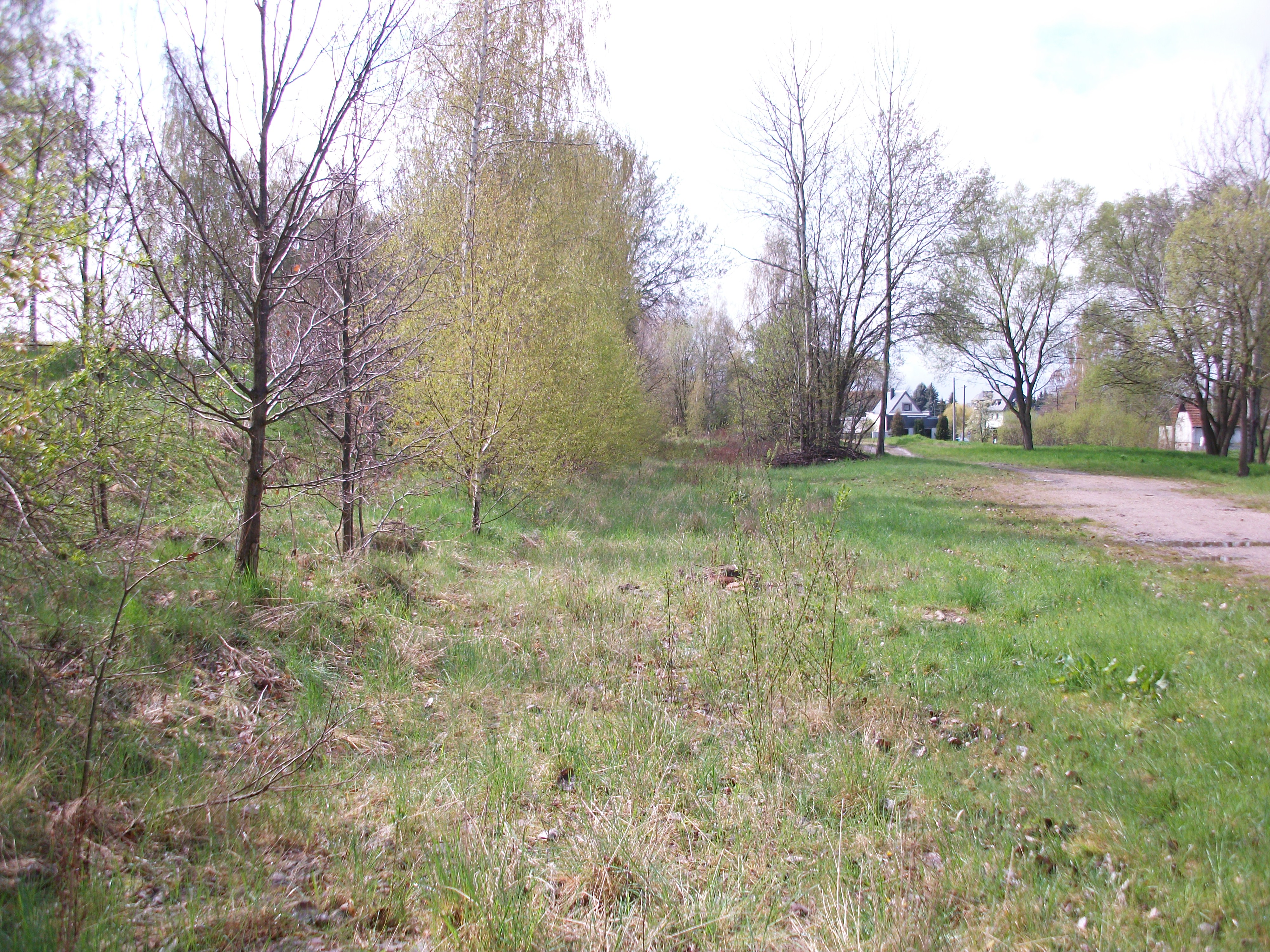
Ehem. Haltepunkt Arras nach Abbruch aller Gebäude (2016)

## Geschichte
Der Ortsname wird auf flämische Siedler zurückgeführt, die im Mittelalter in die bis dahin nur dünn besiedelte Gegend einwanderten. Seine urkundliche Ersterwähnung von 1231 ist umstritten. Der Ort samt Einwohnern gehörte 1551 zum Rittergut Kriebstein. 1696 und 1764 ist die Zugehörigkeit zum Rittergut Schweikershain im Amt Rochlitz belegt. Während der Befreiungskriege im Frühjahr 1813 hatten die Einwohner innerhalb von nur vier Wochen 834 Soldaten und 751 Pferde zu versorgen.
Der Ort ist landwirtschaftlich geprägt, doch waren neben Bauern in Arras auch zahlreiche Handwerker ansässig, Mitte des 19. Jahrhunderts handelte es sich dabei um Bäcker, Fleischer, Schmiede, Schuhmacher, Korbmacher, Stellmacher und Schneider. 